# Basi Sangkung
Der Basi Sangkung, auch Bassi-Sankoeng, Poke-Sankoeng oder Poke Sangkung genannt, ist ein Speer aus Indonesien.

## Beschreibung
Der Basi Sangkung hat eine zweischneidige, blattförmige Klinge. Die Klinge wird vom Heft zur Mitte hin erst breiter und läuft zur Spitze schmal zu. Die Klinge wird mit einer Tülle am Schaft befestigt. Breite und Länge können variieren. Der Basi Sangkung wird von Ethnien aus Indonesien benutzt.